# جوليا إريكسون
جوليا أريكسون (بالسويدية: Julia Eriksson)‏ (7 يوليو 1994 في السويد - ) هي لاعبة كرة يد من السويد. لعبت مع IK Sävehof ‏.

## وصلات خارجية
- جوليا إريكسون على موقع الاتحاد الأوروبي لكرة اليد (الإنجليزية)